# Filmforum Düsseldorf
Das Filmforum Düsseldorf war ein Kommunales Kino und Filminstitut der Stadt Düsseldorf.

## Geschichte
1971 gründete ein Kreis um Ole John Povlsen, der seit 1970 eine Filmklasse der Kunstakademie Düsseldorf unterrichtete, zusammen mit Lutz Mommartz, Hartmut Kaminski, Reinald Schnell, Herbert Seggelke, Jürgen Kuhfuß und anderen das Filmforum Düsseldorf als Kommunales Kino und Filminstitut mit Werkstatt, Archiv, Bibliothek und Museum. Veranstaltungen des Filmforums wurden als Seminare an der Volkshochschule Düsseldorf, der das Filmforum angegliedert war, organisiert. Leiter des Filmforums war seit 1973 Klaus G. Jaeger. 1979 ging aus dem Filmforum das Filminstitut der Stadt Düsseldorf hervor. 1983 erhielt es Räumlichkeiten im Komplex des Wilhelm-Marx-Hauses an der Kasernenstraße 6. Bis 1993 entstand daraus das Filmmuseum Düsseldorf.